# Kilometer per uur

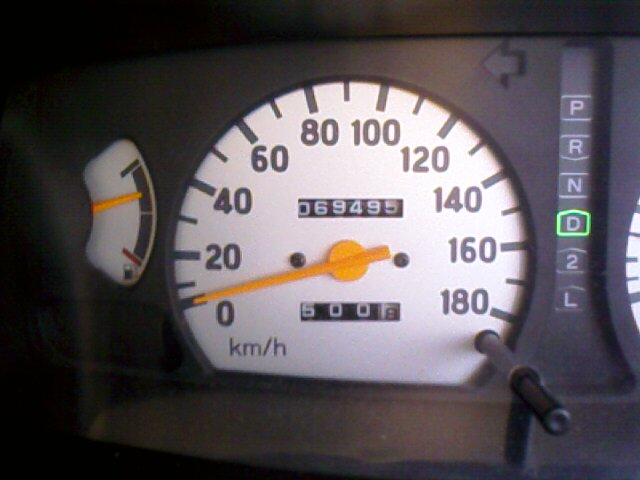
Snelheidsmeter in een auto met schaalverdeling in kilometer per uur.

Eenheden voor maximumsnelheden op verkeersborden wereldwijd:
Kilometer per uur (km/h)
Mijl per uur (mph)
Beide
Geen eenheden voor snelheidslimieten

Kilometer per uur is een eenheid voor snelheid. Bij een snelheid van één kilometer per uur is één uur nodig om een afstand van één kilometer af te leggen. Het internationale symbool voor kilometer per uur is km/h, in het Nederlands wordt daarnaast de afkorting km/u gebruikt. Ook in sommige andere talen komen afkortingen voor, zoals kph in het Engels, km/t in het Deens en het Noors en km/tim in het Zweeds.
De eenheid kilometer per uur is geen onderdeel van het SI-stelsel, maar wordt in het dagelijkse leven veel gebruikt. In de natuurkunde en aanverwante vakgebieden wordt de SI-eenheid meter per seconde (m/s) gebruikt. Een snelheid van 1 meter per seconde komt overeen met een snelheid van 3,6 kilometer per uur.
In spreektaal wordt "kilometer per uur" vaak afgekort tot "kilometer", hoewel dat een eenheid van afstand is. Men spreekt dan bijvoorbeeld van "een snelheid van 80 kilometer". Dit kan tot dubbelzinnigheden leiden: de uitspraak "vijf kilometer te hard rijden" betekent namelijk strikt genomen dat over een afstand van vijf kilometer de maximumsnelheid (met een onbekende waarde) overschreden wordt. Meestal bedoelt men echter dat de maximumsnelheid gedurende een onbekende tijd met 5 kilometer per uur overschreden wordt: er wordt "vijf kilometer per uur te snel gereden".